# Кеплер-22б
Кеплер-22б (енгл. Kepler-22b) је екстрасоларна планета, удаљена 600 светлосних година од Земље, која орбитира у настањивој зони (ни превише хладној ни превише топлој) око звезде Кеплер-22.
Полупречник ове планете је 2,4 пута већи од полупречника Земље. За сада је непознато да ли се ради о гасовитој или стеновитој планети, приближан састав и колика јој је маса. Удаљеност Кеплера 22б од своје звезде је око 15% мања у односу на удаљеност Земље од Сунца. Период револуције око своје звезде траје 289,9 дана.
Научници процењују да би у одсуству атмосфере просечна температура на површини била око –11°, а ако постоји атмосфера слична Земљиној јавио би се ефекат стаклене баште, услед чега би просечна температура на површини била око 22°.
Кеплер-22б је прва планета те врсте откривена телескопом „Кеплер“. Откриће је објављено 5. децембра 2011.